# 九拱橋
九拱橋（英語：Nine Arches Bridge），正式名稱為米爾敦橋（Milltown Viaduct）是一條橫跨多德尔河的鐵路橋，現供都柏林輕軌綠線使用，行人禁止使用。

## 歷史
橋樑在1854年完工，作為哈考特街線鐵路的一部份。1958年12月31日，隨著路線停駛，橋樑亦被廢棄。40多年，這橋再度重新被使用，作為都柏林輕軌的鐵路橋，此外橋樑兩側亦增設扶手和架空電纜。當局在2004年2月重新測試這被廢棄多年的橋樑，並在6月30日投入服務。